# Радкув (гмина, Влощовский повет)
Радкув (пол. Radków) — сельская гмина (волость) в Польше, входит как административная единица в Влощовский повет, Свентокшиское воеводство. Население — 2668 человек (на 2006 год).

## Демография
| Перепись                       | Всего   | Всего | Женщины | Женщины | Мужчины | Мужчины |
| ------------------------------ | ------- | ----- | ------- | ------- | ------- | ------- |
| Единицы                        | человек | %     | человек | %       | человек | %       |
| Население                      | 2668    | 100   | 1339    | 50,2    | 1329    | 49,8    |
| Плотность населения (чел./км²) | 31      | 31    | 15,7    | 15,7    | 15,3    | 15,3    |

## Сельские округа
1. Балкув
2. Беганув
3. Бжесце
4. Хыча
5. Дзежгув
6. Коссув
7. Красув
8. Квилина
9. Ойславице
10. Радкув
11. Скоцишевы
12. Суликув
13. Сверкув

## Соседние гмины
1. Гмина Москожев
2. Гмина Нагловице
3. Гмина Окса
4. Гмина Сецемин
5. Гмина Щекоцины
6. Гмина Влощова